# Liste der Bischöfe von Hexham
Die folgenden Personen waren Bischöfe von Hexham und Newcastle (England):
| Amtszeit  | Name                          | Anmerkungen                                                |
| --------- | ----------------------------- | ---------------------------------------------------------- |
| 678–681   | Eata                          | auch Bischof von Lindisfarne                               |
| 681–684   | Trumberht                     |                                                            |
| 684–685   | Cuthbert                      |                                                            |
| 685–686   | Eata                          | erneut                                                     |
| 687–705   | John von Beverley             | auch Erzbischof von York                                   |
| 706–709   | Wilfrid                       | auch Bischof von Selsey, Leicester und Erzbischof von York |
| 709–731   | Acca                          | † 737/740                                                  |
| 734–766   | Frithoberht                   |                                                            |
| 767–781   | Ealhmund                      |                                                            |
| 781–789   | Tilberht                      |                                                            |
| 789–797   | Æthelberht                    | auch Bischof von Whithorn                                  |
| 797–800   | Heardred                      |                                                            |
| 800–813   | Eanberht                      |                                                            |
| 813–821   | Tidfrith                      | letzter Bischof                                            |
| 1688–1711 | James Smith                   | erster Apostolischer Vikar des Northern District           |
| 1716–1725 | George Witham                 |                                                            |
| 1725–1740 | Thomas Dominic Williams, O.P. |                                                            |
| 1740–1752 | Edward Dicconson              |                                                            |
| 1752–1775 | Francis Petre                 |                                                            |
| 1775–1780 | William Walton                |                                                            |
| 1780–1790 | Matthew Gibson                |                                                            |
| 1790–1821 | William Gibson                |                                                            |
| 1821–1831 | Thomas Smith                  |                                                            |
| 1831–1836 | Thomas Penswick               |                                                            |
| 1836–1840 | John Briggs                   |                                                            |
| 1840–1847 | Francis George Mostyn         |                                                            |
| 1847–1847 | William Riddell               |                                                            |
| 1848–1866 | William Hogarth               | ab 1851 erster Bischof von Hexham und Newcastle            |
| 1866–1882 | James Chadwick                |                                                            |
| 1882–1886 | John William Bewick           |                                                            |
| 1887–1889 | Henry O’Callaghan             |                                                            |
| 1889–1909 | Thomas William Wilkinson      |                                                            |
| 1909–1924 | Richard Collins               |                                                            |
| 1924–1936 | Alex Thorman                  |                                                            |
| 1936–1958 | Joseph McCormack              |                                                            |
| 1958–1974 | James Cunningham              |                                                            |
| 1974–1992 | Hugh Lindsay                  |                                                            |
| 1992–2004 | Michael Ambrose Griffiths     |                                                            |
| 2004–2008 | Kevin John Dunn               |                                                            |
| 2009–2019 | Séamus Cunningham             |                                                            |
| 2019–2022 | Robert Byrne CO               |                                                            |
| seit 2023 | Stephen Wright                |                                                            |